# Human Touch
Human Touch är ett musikalbum av Bruce Springsteen, utgivet på skivbolaget Columbia Records den 31 mars 1992. Samma dag utgavs även albumet Lucky Town. På båda dessa album använde sig Springsteen inte av sitt vanliga kompband E Street Band, utan av andra musiker, med undantag för keyboardisten Roy Bittan. Human Touch blev tvåa på Billboard 200, och slog därmed Lucky Town med en placering.
Världsturnén med nytt kompband nådde Sverige och två spelningar i Globen 15 och 17 juni 1992, och återkom för en spelning på Stockholms Stadion 28 maj 1993.

## Låtlista
Låtar där inget annat anges är skrivna av Bruce Springsteen.
1. "Human Touch" - 6:31
2. "Soul Driver" - 4:39
3. "57 Channels (And Nothin' On)" - 2:28
4. "Cross My Heart" (Bruce Springsteen/Sonny Boy Williamson) - 3:51
5. "Gloria's Eyes" - 3:46
6. "With Every Wish" - 4:39
7. "Roll of the Dice" (Bruce Springsteen/Roy Bittan) - 4:17
8. "Real World" (Bruce Springsteen/Roy Bittan) - 5:26
9. "All or Nothin' at All" - 3:23
10. "Man's Job" - 4:37
11. "I Wish I Were Blind" - 4:48
12. "The Long Goodbye" - 3:30
13. "Real Man" - 4:33
14. "Pony Boy" (traditionell) - 2:14

## Medverkande
- Bruce Springsteen - gitarr, sång, bas på "57 Channels (And Nothin' On)"
- Randy Jackson - bas
- Jeff Porcaro - trummor, percussion
- Roy Bittan - keyboard
- Patti Scialfa - sång på "Human Touch" och "Pony Boy"
- Michael Fisher  - percussion på "Soul Driver"
- Bobby Hatfield - sång på "I Wish I Were Blind"
- Bobby King - sång på "Roll of the Dice" och "Man's Job"
- Sam Moore - sång på "Soul Driver", "Roll of the Dice", "Real World" och "Man's Job"
- Tim Pierce - gitarr på "Soul Driver" och "Roll of the Dice"
- David Sancious - hammondorgel på "Soul Driver" och "Real Man"